# رودلف نبالد
رودلف نبالد (انگلیسی: Rudolf Nébald؛ زادهٔ ۷ سپتامبر ۱۹۵۲) ورزشکار شمشیربازی اهل مجارستان است.
وی در مسابقات کشوری و بین‌المللی در مجموع برندهٔ ۱ مدال برنز شده‌است.